# رالوكا أولارو
رالوكا أولارو (بالرومانية: Ioana Raluca Olaru)‏ مواليد 3 مارس 1989 في بوخارست، هي لاعبة كرة مضرب رومانية بدأت مسيرتها كمحترفة سنة 2003 تلعب باليد اليمنى. هي إحدى بطلات الجراند سلام. أعلى تصنيف لها في الفردي كان المركز الـ 53 في سنة 2009.

## النهائيات

### الفردي: 1 (الوصافة 1)
| الحصيلة | الرقم | التاريخ       | الدورة                  | الأرضية | المنافس          | النتيجة  |
| ------- | ----- | ------------- | ----------------------- | ------- | ---------------- | -------- |
| الوصافة | 1.    | 26 يوليو 2009 | غاشتاين للسيدات، النمسا | ترابية  | أندريا بيتكوفيتش | 2–6, 3–6 |

### الزوجي: 9 (الألقاب 4, الوصافة 5)
| الحصيلة | الرقم | التاريخ        | الدورة                                      | الأرضية    | الشريك           | المنافس                                    | النتيجة               |
| ------- | ----- | -------------- | ------------------------------------------- | ---------- | ---------------- | ------------------------------------------ | --------------------- |
| الوصافة | 1.    | 5 يوليو 2008   | جائزة بودابيست الكبيرة، المجر               | ترابية     | فانيسا هينكه     | أليز كورنيه جانيت هوساروفا                 | 7–6(7–5), 1–6, [6–10] |
| الفوز   | 1.    | 5 أكتوبر 2008  | طشقند المفتوحة، أوزبكستان                   | صلبة       | أولغا سافتشوك    | نينا براتشيكوفا كاترين ورلي                | 5–7, 7–5, [10–7]      |
| الفوز   | 2.    | 26 فبراير 2011 | بطولة أكابولكو للتنس، المكسيك               | صلبة       | ماريا كوريتسيفا  | أرانتشا بارا سانتونجا لورديس دومينغيز لينو | 5–7, 7–5, [10–7]      |
| الوصافة | 2.    | 14 أبريل 2013  | بي إن بي باريباس كاتوفيتشي المفتوحة، بولندا | ترابية (i) | فاليريا سولوفينا | لارا أروابارينا لورديس دومينغيز لينو       | 4-6, 5-7              |
| الفوز   | 3.    | 15 يونيو 2013  | نورنبرغ، ألمانيا                            | ترابية     | فاليريا سولوفينا | آنا لينا غرونفيلد كفيتا بيشكه              | 2-6, 7-6(7-3), [11-9] |
| الوصافة | 3.    | 24 مايو 2014   | نورنبرغ، ألمانيا                            | ترابية     | شاحار بئير       | ميكايلا كرايتشيك كارولينا بلسكوفا          | 0–6, 6–4, [6–10]      |
| الوصافة | 4.    | 27 يوليو 2014  | كأس باكو، أذربيجان                          | صلبة       | شاحار بئير       | ألكسندرا بانوفا هيذر واتسون                | 2-6, 6-7(3-7)         |
| الفوز   | 4.    | 12 أكتوبر 2014 | لينتس المفتوحة، النمسا                      | صلبة (i)   | آنا تاتيشفيلي    | أنيكا بيك كارولين غارسيا                   | 6-2, 6-1              |
| الوصافة | 5.    | 23 مايو 2015   | نورنبرغ، ألمانيا                            | ترابية     | لارا أروابارينا  | تشان هاو تشينغ أنابيل ميدينا غاريغيس       | 4–6, 6–7(5–7)         |

## الخط الزمني للفردي
مفتاح
| ف | ن | ن.ن | ر.ن | د# | د.م | ل | أ.أ | ت | غ | ب | ف | ذ | م.خ | ل.ت |

(ف) فاز بالبطولة (ن) وصل النهائي (ن.ن) نصف النهائي (ر.ن) ربع النهائي (د#) الأدوار الأربعة الأولى (د.م) دور المجموعات (ل) شارك في كأس ديفيز (أ.أ) خرج من الأدوار الاولى (ت) خسر التصفيات التأهيلية (غ) غاب عن الحدث أو البطولة (ب) حصل على ميدالية برونزية (ف) حصل على ميدالية فضية (ذ) حصل على ميدالية ذهبية (م.خ) بطولة الماسترز خُفضت إلى مرتبة أقل (ل.ت) البطولة لم تعقد في السنة المعينة.
لتجنب الارتباك وازدواجية الحساب، يتم تحديث هذه المعلومات إما في نهاية البطولة، أو عندما تكون مشاركة اللاعب في البطولة قد انتهت.
| دورات الجراند سلام |     |     |     |     |     |     |     |     |     |     |     |     |      |
| أستراليا المفتوحة  | غ   | غ   | غ   | غ   | غ   | د1  | ت2  | د1  | ت2  | غ   | ت1  | غ   | 0–2  |
| فرنسا المفتوحة     | غ   | غ   | غ   | غ   | د3  | د1  | د1  | د1  | ت1  | غ   | ت1  |     | 2–4  |
| ويمبلدون           | غ   | غ   | غ   | غ   | غ   | د1  | د2  | د2  | ت1  | غ   | ت1  |     | 2–3  |
| أمريكا المفتوحة    | غ   | غ   | غ   | غ   | د2  | د2  | د1  | ت1  | غ   | غ   | غ   |     | 2–3  |
| فوز-خسارة          | 0–0 | 0–0 | 0–0 | 0–0 | 3–2 | 0–4 | 1–4 | 1–2 | 0–0 | 0-0 | 0-0 | 0-0 | 6–12 |

## روابط خارجية
- رالوكا أولارو على موقع رابطة محترفات التنس (الإنجليزية)
- رالوكا أولارو على موقع الاتحاد الدولي لكرة المضرب (الإنجليزية)
- رالوكا أولارو على موقع كأس بيلي جين كينغ (الإنجليزية)
- رالوكا أولارو على موقع خلاصة التنس.كوم (الإنجليزية)
- رالوكا أولارو على موقع إي إس بي إن.كوم (الإنجليزية)
- رالوكا أولارو على موقع أوليمبيديا (الإنجليزية)
- رالوكا أولارو على موقع اللجنة الأولمبية الرومانية (الرومانية)